# Picea glauca
Picea glauca, la pícea blanca es una especie arbórea perteneciente a la familia de las pináceas, originaria del norte de Norteamérica, en Alaska central, este de Newfoundland, sur a norte de Montana, Míchigan y Maine; hay poblaciones aisladas en Black Hills, de Dakota del Sur, Wyoming. 

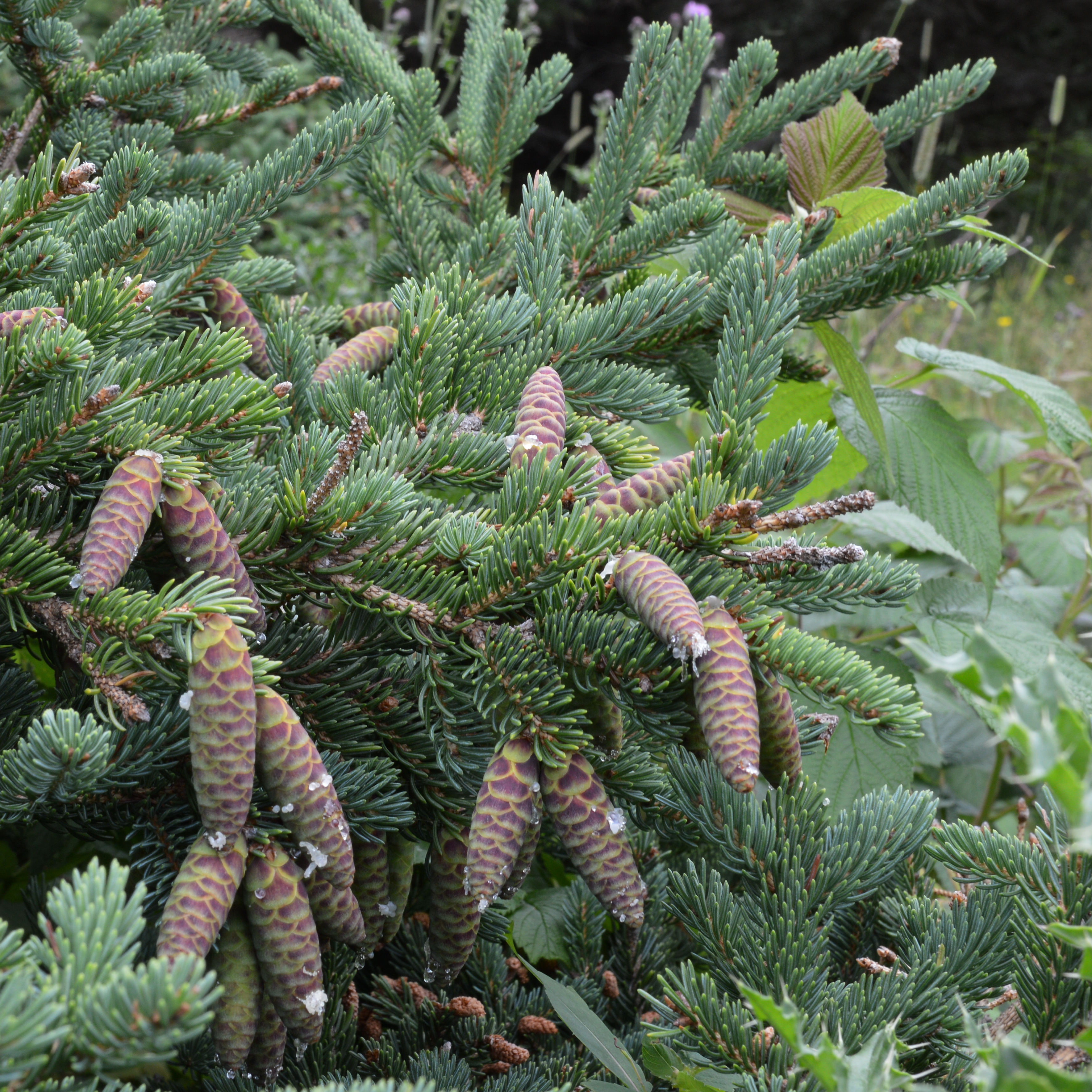
Picea glauca: follaje y conos

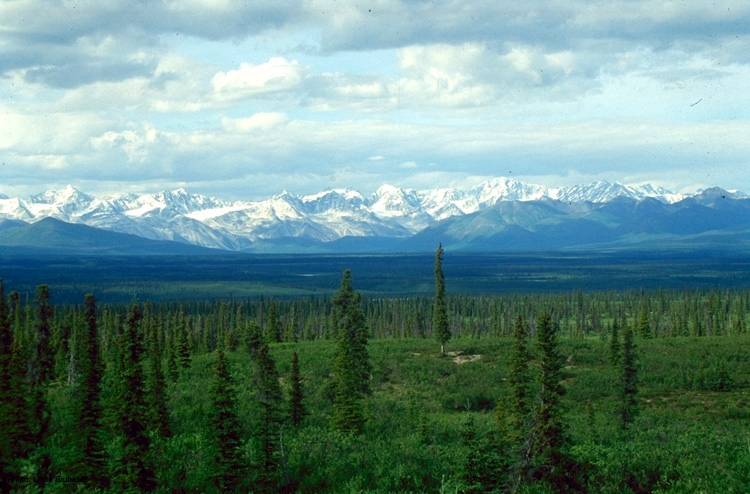
Abeto blanco Picea glauca taiga, Autopista Denali, Alaska Range, Alaska.

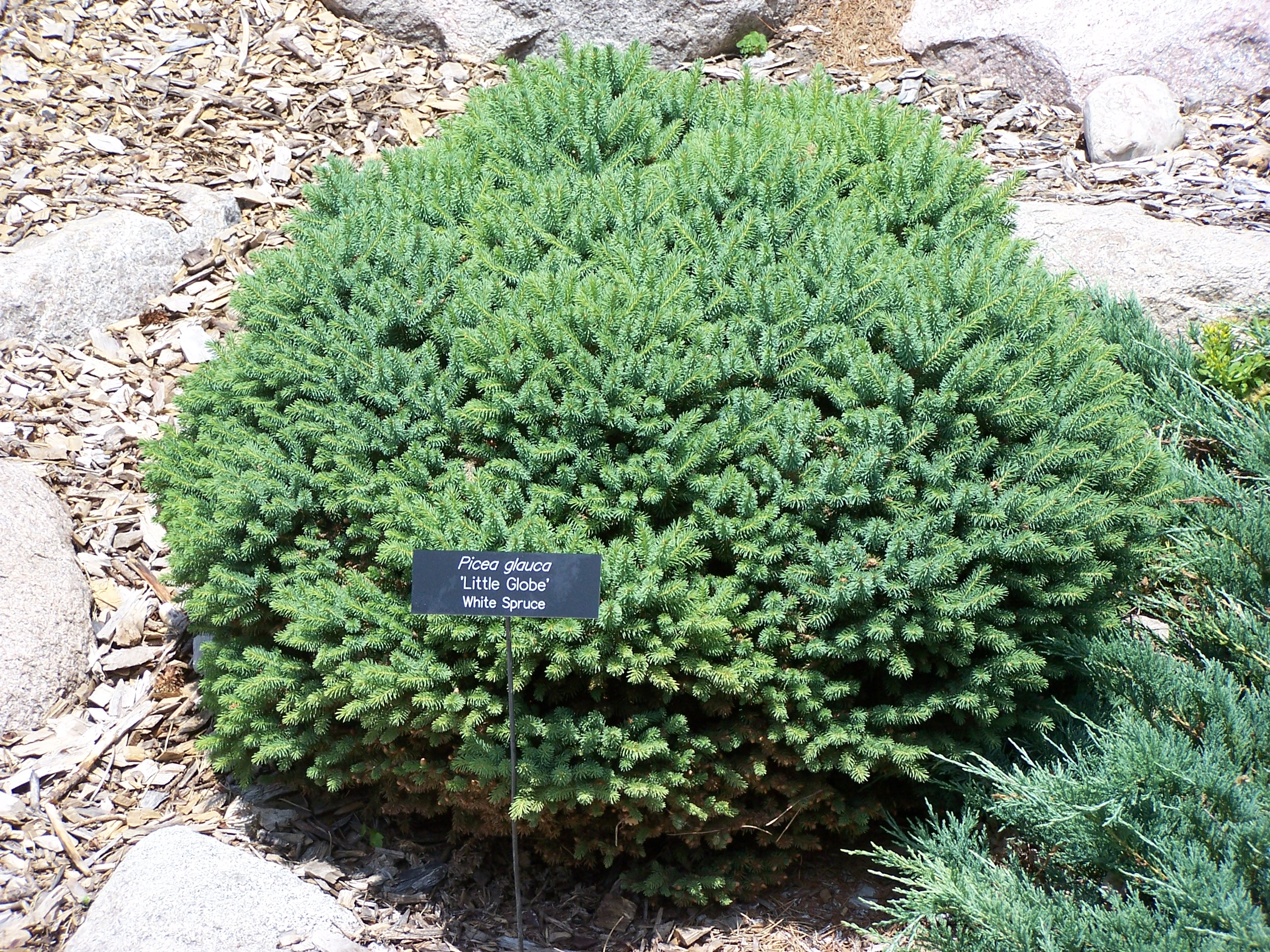
Picea glauca 'Little Globe' abeto blanco

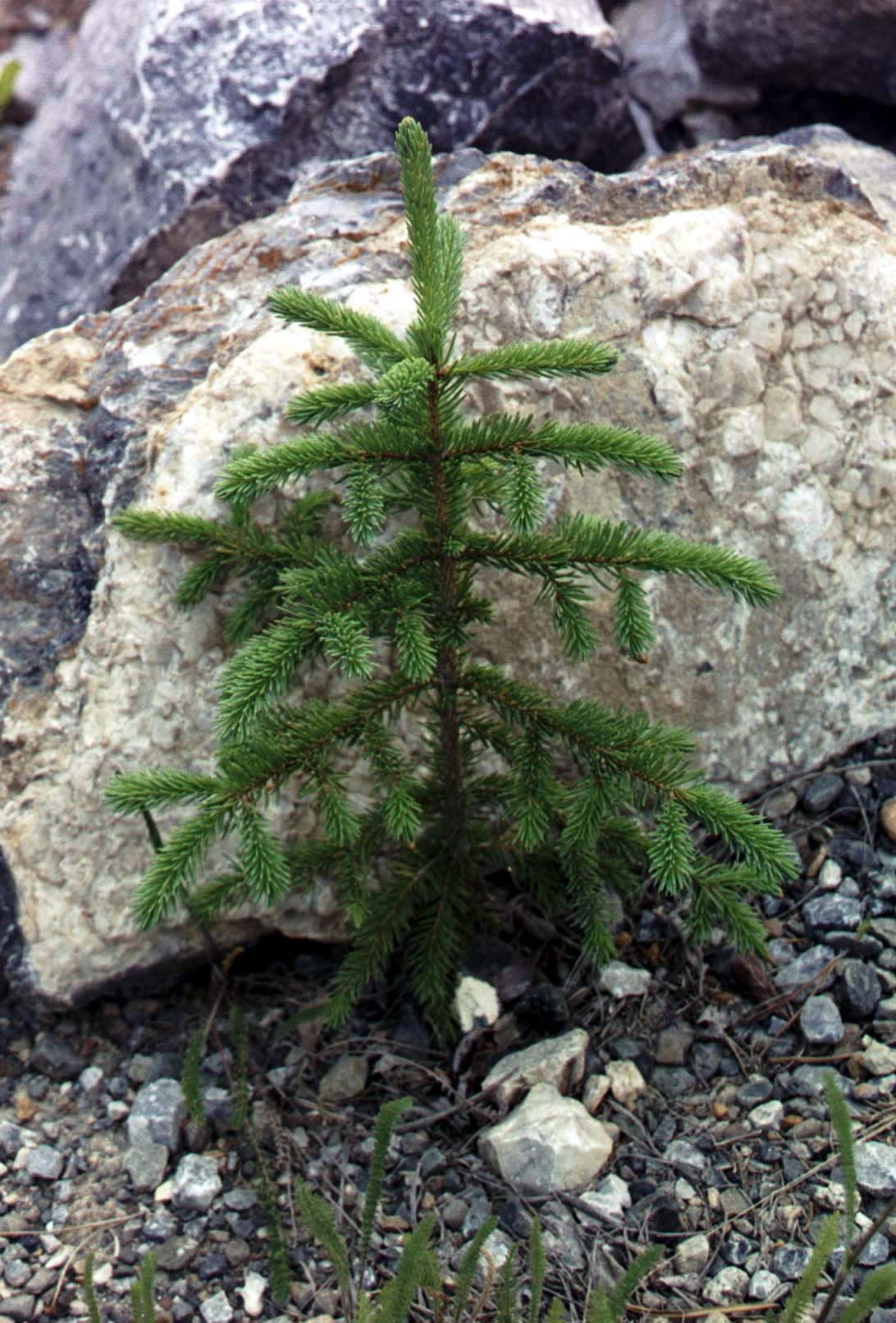
Vista del árbol

## Descripción
Se trata de un árbol de tamaño mediano perennifolio, alcanzando entre 15 y 30 m de altura, raramente 40 m, con 10 cm de diámetro de tronco. La corteza es fina y escamada, despellejándose en pequeñas placas circulares de 5-10 cm. La copa es cónica angosta en los jóvenes, haciéndose cilíndrica en los viejos. Los brotes son pardo pálidos, glabros en el este de su rango, y a menudo pubescentes en el oeste, y con prominentes pulvinos. Las hojas son aciculares, de 12 a 20 mm de largo, rómbicas en corte saguital, de color verde azulado glauco arriba con numerosas líneas finas de estomas, y azul-blanco en el envés con dos anchas bandas de estomas. 

Los conos son pendulares, alargados cilíndricamente, de 3 a 7 cm de largo y 15 mm de ancho cerrados, abriéndose hasta 25 mm de ancho. Tienen escamas finas, flexibles de 15 mm de largo, con márgenes suavemente redondeados; verdosas o rojizas, madurando a pardo pálido entre 4 y 6 meses después de la polinización. Semillas negras, de entre 2 y 3 mm largo, con un ala parda pálida de 5 a 8 mm de largo. 

## Variedades
Varias variedades geográficas han sido descritas, pero no aceptadas como distintas por todos los autores. 
Comprenden, de este a oeste:
- Picea glauca var. glauca (típico o abeto blanco oriental). Del este de Newfoundland al este de Alberta, en planicies bajas.
- Picea glauca var. densata (abeto blanco de Black Hills). Las Black Hills.
- Picea glauca var. albertiana (abeto blanco de Alberta). En las Montañas Rocosas en Alberta, Columbia Británica y noroeste de Montana.
- Picea glauca var. porsildii (abeto blanco de Alaska). Alaska y Yukón.

Las dos variedades occidentales se distinguen por sus brotes pubescentes (caíbles), y pueden estar emparentadas a extensas hibridación y/o intergradación con la más emparentada Picea engelmannii más al sur en las Montañas Rocosas. También puede hibridarse con su muy emparentado Picea sitchensis donde se los halla en el sur de Alaska; este híbrido se conoce como Picea × lutzii.
El abeto blanco es la especie arbórea más al extremo norte de Norteamérica, alcanzando 69°N latitud en el delta del río Mackenzie.
Este abeto es el árbol provincial de Manitoba y árbol estatal de Dakota del Sur.
Un cultivar enano del abeto blanco de Alberta, Picea glauca var. albertiana 'Conica', es un árbol ornamental muy popular en jardinería. Tiene muy finas acículas, en especial al cumplir un año de vida de ejemplares de semilla, y de muy lento crecimiento, no más de 2 a 10 cm/año. Especímenes más viejos comúnmente 'revierten', desarrollando un follaje adulto normal y arrancando una velocidad de crecimiento más alta; si se desea mantenerlo "enano", debe podarse todo lo que va 'revirtiendo'.

## Usos
Este abeto es muy importante económicamente en Canadá por su madera, cosechada para hacer pasta de papel. Es también usado como árbol de Navidad.

## Taxonomía
Picea glauca fue descrita por (Moench) Voss y publicado en Mitteilungen der Deutschen Dendrologischen Gesellschaft 16: 93. 1907[1908].
Etimología
Picea; nombre genérico que es tomado directamente del Latín pix = "brea", nombre clásico dado a un pino que producía esta sustancia
glauca: epíteto latíno que significa "glauca, de color gris verdoso".
Sinonimia
- Abies alba (Aiton) Michx.
- Abies alba var. virescens (R.Hinterh. & J.Hinterh.) Nyman
- Abies arctica A.Murray bis
- Abies canadensis Mill.
- Abies coerulea Lodd. ex J.Forbes
- Abies laxa (Münchh.) K.Koch
- Abies rubra var. violacea Loudon
- Abies virescens R.Hinterh. & J.Hinterh.
- Picea acutissima Beissn.
- Picea alba (Aiton) Link
- Picea canadensis (Mill.) Britton, Sterns & Poggenb.
- Picea coerulea (Lodd. ex J.Forbes) Link
- Picea laxa Sarg.
- Picea tschugatskoyae Carrière
- Pinus abies var. laxa Münchh.
- Pinus alba Aiton
- Pinus alba var. arctica (A.Murray bis) Parl.
- Pinus canadensis Du Roi
- Pinus canadensis var. alba (Aiton) Castigl.
- Pinus coerulea Lodd. ex Loudon
- Pinus glauca Moench
- Pinus laxa (Münchh.) Ehrh.
- Pinus tetragona Moench
- Pinus virescens Neilr.